# Kamei Shiichi

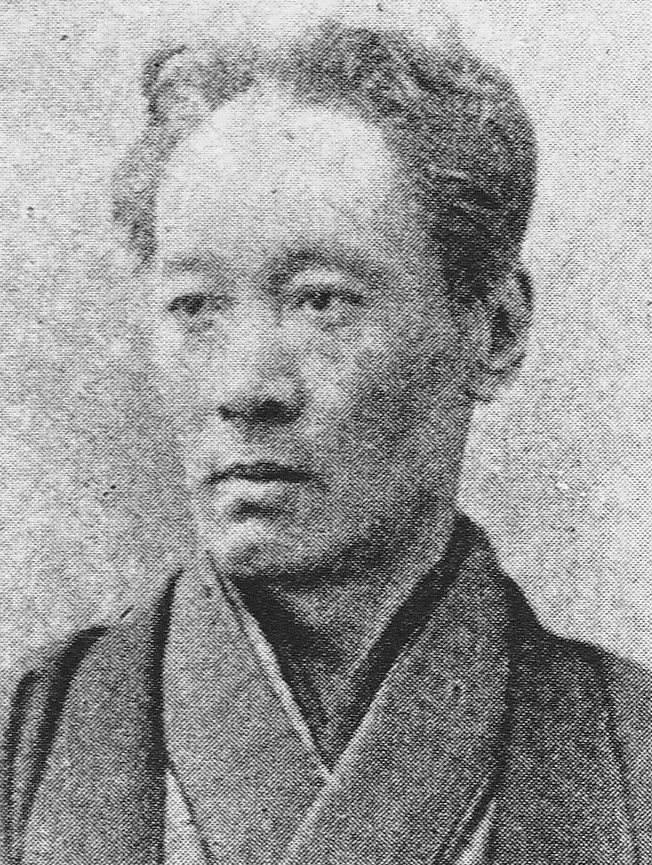
Kamei Shiichi

Kamei Shiichi (japanisch 亀井 至一; geb. 1843 in Edo; gest. 1905) war ein japanischer Maler und Lithografie-Künstler der Meiji-Zeit.

## Leben und Werk
Kamei Shiichi wurde 1847 in Edo (dem heutigen Tokio) geboren. Nach der Meiji-Restauration 1868 wurde begann er eine Ausbildung unter Yokoyama Matsusaburō (横山松三郎; 1838–1884), einem Fotografen, der sich auch als Maler und Lithograf betätigte. 1875 ging er zu Matsuda Rokusan (松田緑山; 1837–1903), der eine Lithografie-Werkstatt namens Gengendō (玄々堂) eröffnet hatte.
1876 verfertigte Kamei das „Kankozusetsu“ (観古図説), einen Bildband mit frühen Fotografien. 1877 stellte er ein Ölgemälde mit dem Titel „Ueno Otamiya Niō-mon zu“ (上野御霊屋仁王門図) – „Niō-Tor zum Ueno-Begräbnisplatz“ auf der 1. Ausstellung zur Industrieförderung (Daiikkai naikoku kangyō hakurankai) aus, für das er eine Anerkennung erhielt. Auf der 2. Ausstellung 1881 stellte er das Ölgemälde „Nikkō Tōshōgū Yōmeimon no Shinkei“ (日光東照宮陽明門の真景) – „Wahre Darstellung des Yōmei-Tores des Nikkō Tōshōgu“ aus. 1883 gestaltet er Lithografien zu Yano Ryūkeis (矢野龍渓; 1850–1931) Erzählung „Zaibu meishi Keikoku bidan“ (斉武名士経国美談) an. 1889 nahm Kamei an der vorbereitenden Versammlung zur Gründung der „Meiji bijutsu kai“ (明治美術会) teil und wurde Mitglied des Ausstellungskomitees.
Zum zehnjährigen Bestehen der Vereinigung 1898 stellte er sieben Ölbilder aus. Als sich 1901 die „Meiji bijutsu kai“ auflöste, schloss er sich der neu gegründeten „Taiheiyō gakai“ (太平洋画会) an und stellte auf deren ersten Ausstellung aus. – In Erinnerung geblieben ist Kamei vor allem durch seine Lithografien, die er zum Teil als „Ein-Blatt-Abzug“ (額絵, Gaku-e) publizierte.

## Bilder

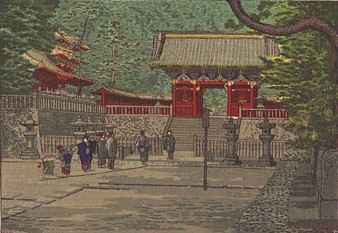
Vor dem Nikkō Tōshō-gū
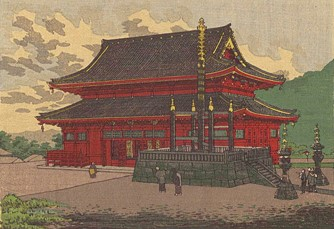
Nikkō, vor dem Rinnō-ji
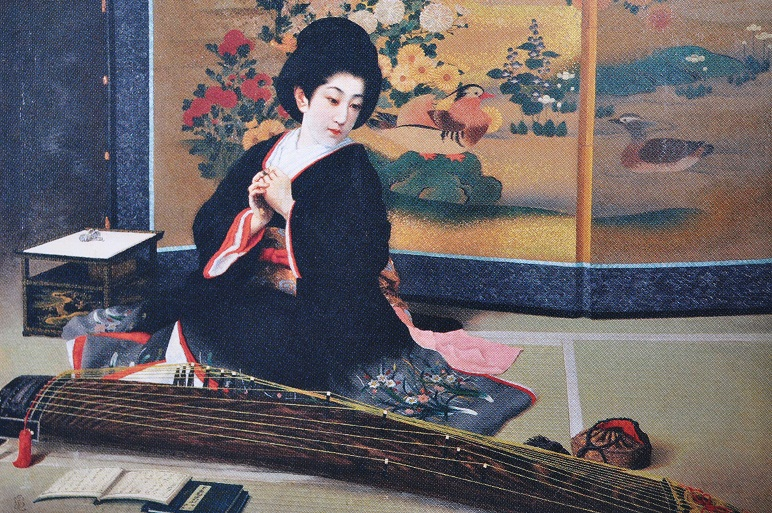
Schöne Frau an der Koto[A 1]
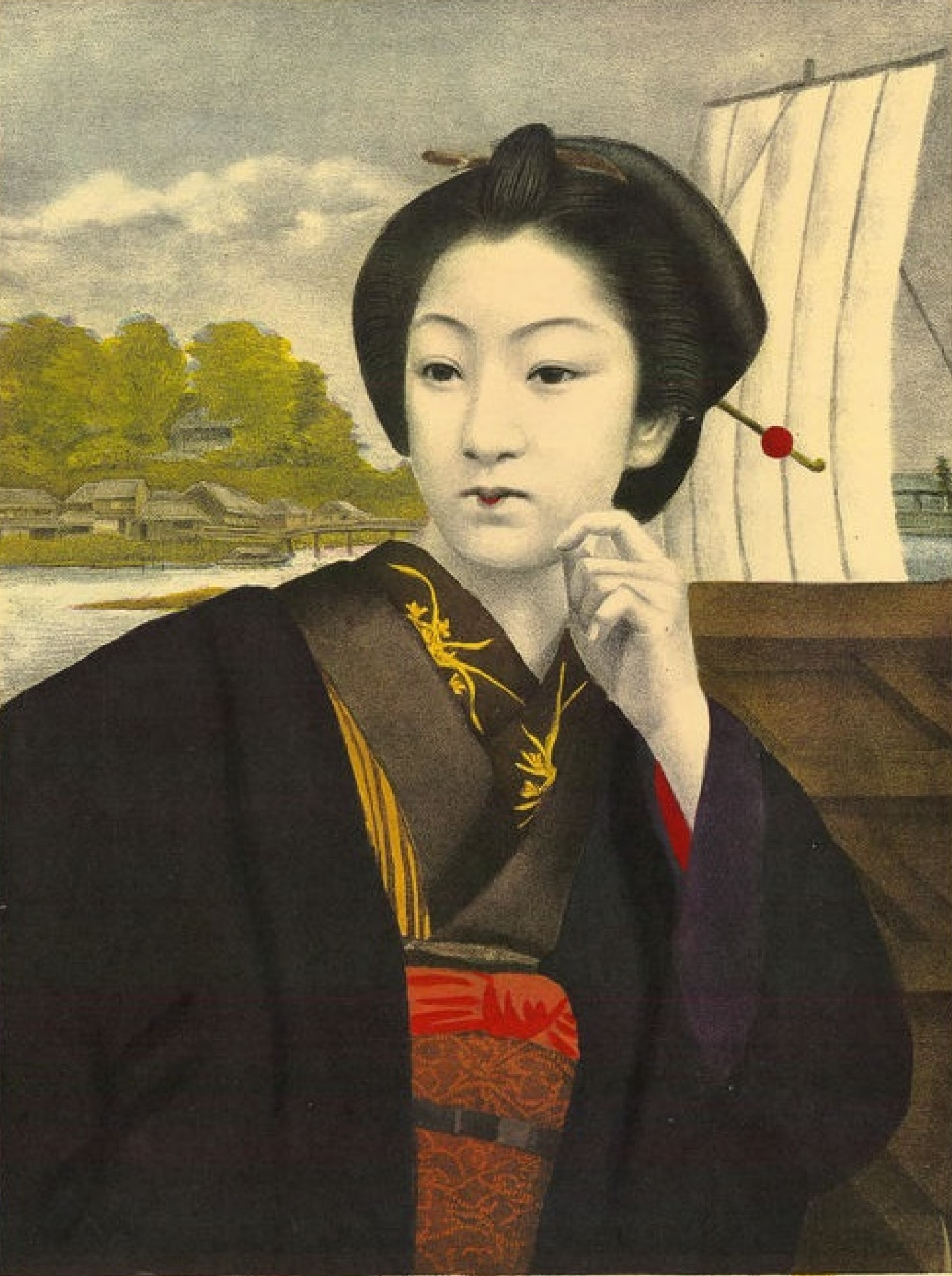
Frau am Fluss
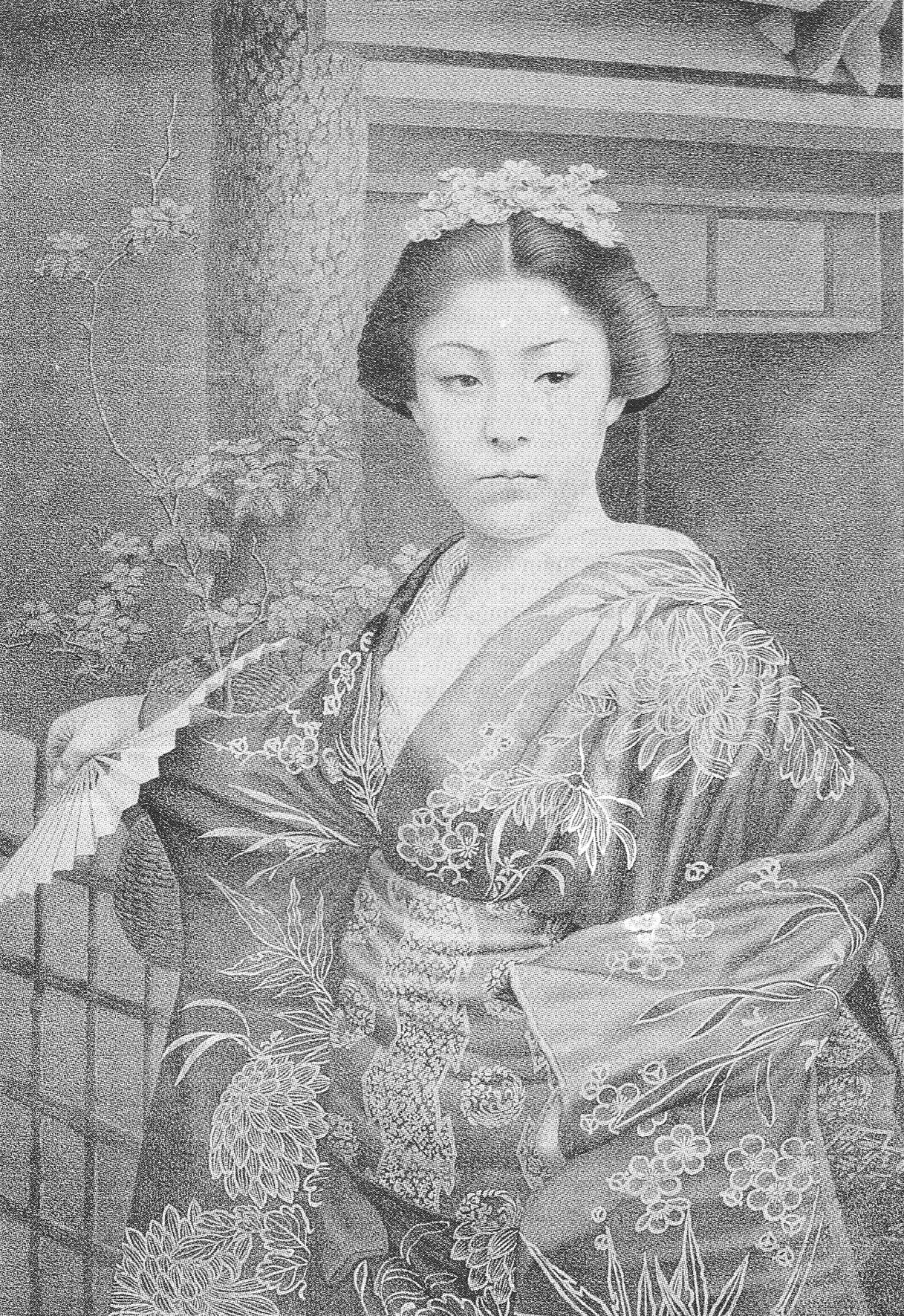
Geisha Matsuko, 1877
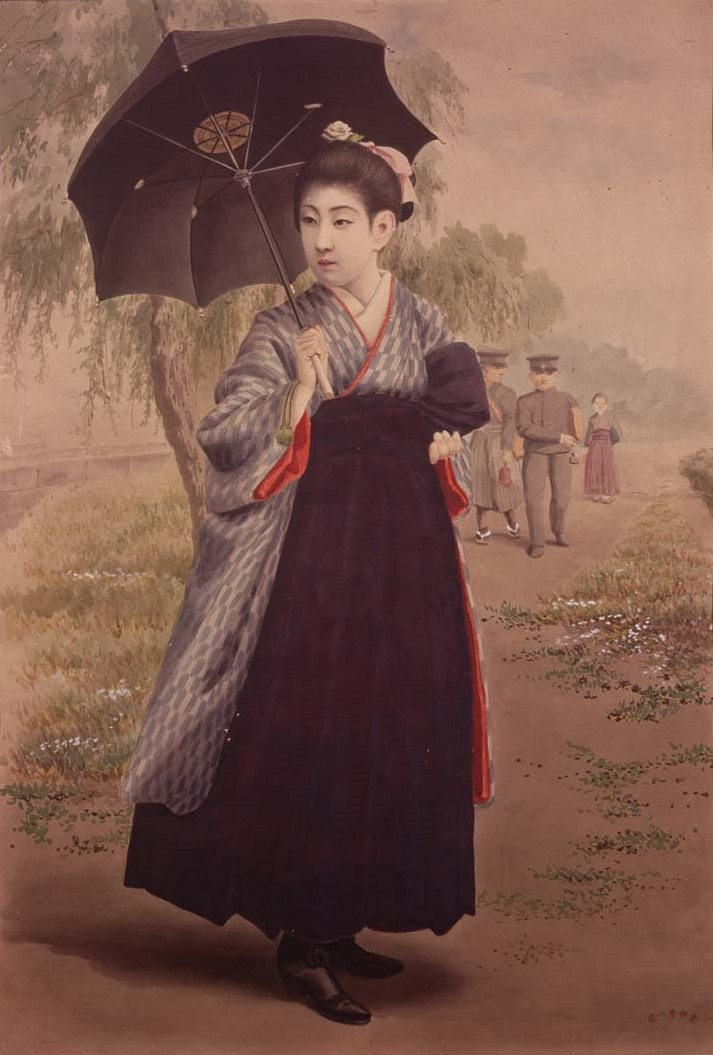
Mädchen vor Studenten